# Impekoven (Alfter)
Impekoven ist eine Ortschaft der Gemeinde Alfter im Rhein-Sieg-Kreis in Nordrhein-Westfalen. Zu Impekoven gehörend die Teilorte Nettekoven und Ramelshoven.
Ortsvorsteherin ist Ilse Niemeyer (CDU).

## Lage
Impekoven liegt am Hang des Vorgebirges in unmittelbarer Nähe zur Stadt Bonn. Umliegende Ortschaften sind Gielsdorf im Norden, Oedekoven im Nordosten und Osten, Witterschlick im Süden, der zur Gemeinde Swisttal gehörende Ortsteil Buschhoven im Westen.
Westlich von Impekoven liegt das Naturschutzgebiet Kottenforst. In Impekoven münden der Katzenlochbach und der Markeskaulenbach in den Hardtbach.

## Geschichte

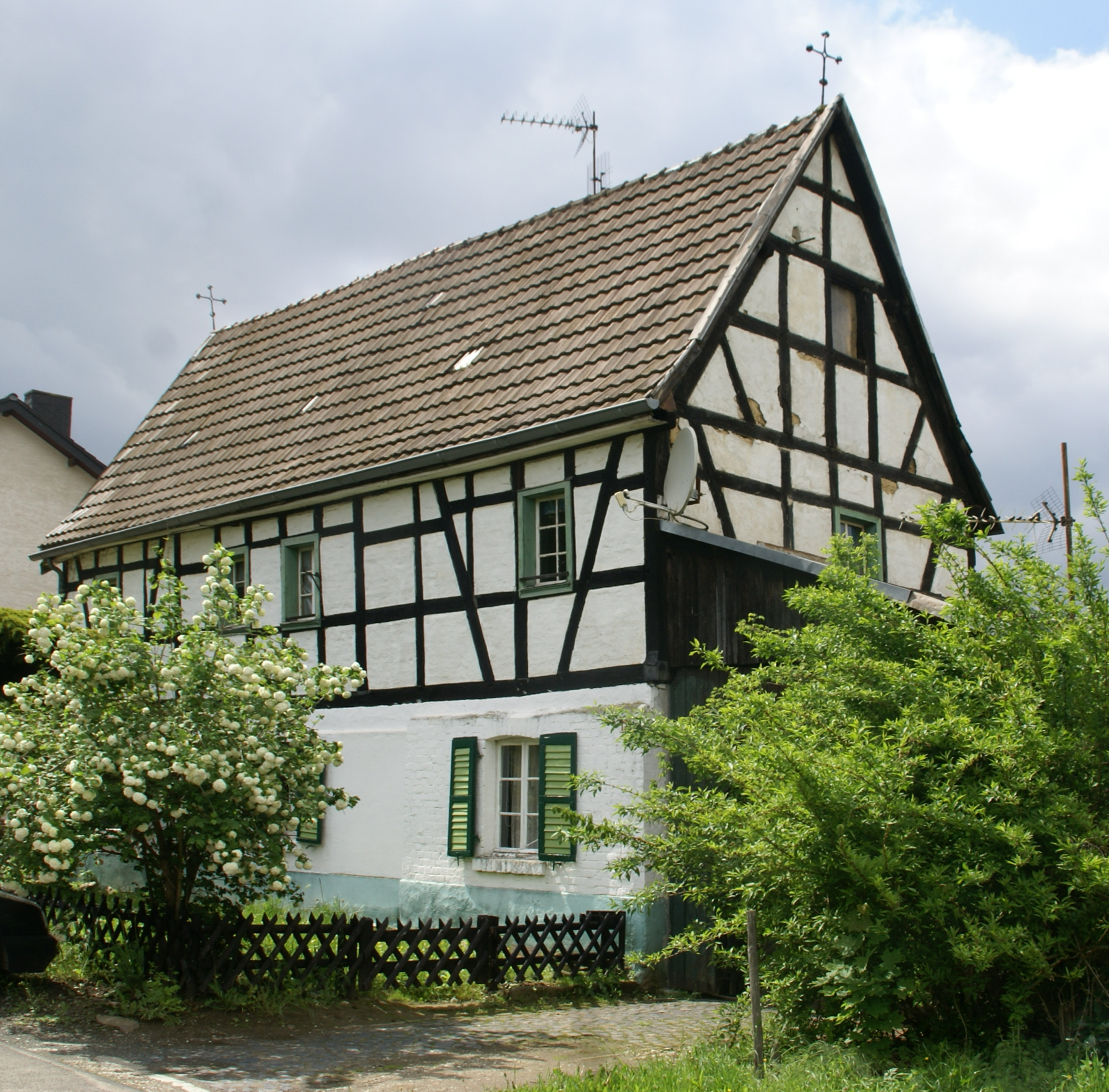
Historisches Fachwerkhaus in Impekoven

Impekoven wurde erstmals 1171 urkundlich erwähnt, als der Konvent der heiligen Jungfrauen aus Köln eine Mühle am Hardtbach im „Emmehoven“ erwarb. 1275 wurden die Zehntrechte an das Kapitel zu St. Cassius in Bonn verkauft.
Eine Urkunde vom 12. November 1323 weist erstmals auf Weinbau in Impekoven hin. Im Jahr 1449 wurden in einem Kataster für Impekoven, Nettekoven und Ramelshoven zusammen 19 Häuser vermerkt. Von der Gesamtfläche wurden 173,75 ha Ackerland und 22,75 ha Weinland betrieben. Während des Dreißigjährigen Krieges erreichten im Januar 1633 erstmals schwedische Truppen den Ort, der bei den folgenden Kämpfen stark zerstört und geplündert wurde.
Am 30. April 1815 wurde der preußische Regierungsbezirk Köln gebildet. Impekoven gehörte dort zur Bürgermeisterei Oedekoven.
Die erste Kapelle Impekovens wurde um das Jahr 1650 als Fachwerkbau errichtet und ist für das Jahr 1826 erstmals schriftlich bestätigt. 1889 wurde diese Kapelle abgerissen. Ab dem 2. Januar 1872 gab es in Impekoven erstmals eine Schule. Am 2. Juli 1887 wurde die neue Kapelle in Impekoven eingeweiht. Nur wenige Tage später wurde sie durch einen Blitzschlag beschädigt. 1968 wurde die zweite Kapelle ebenfalls abgerissen, an ihrer Stelle befindet sich heute die katholische Kirche St. Mariä Heimsuchung.
1898 wurde Impekoven an das Stromnetz angeschlossen. Um 1904 wurden im Ort die ersten Wasserleitungen verlegt. Zum 1. August 1969 wurde die Gemeinde Impekoven mit ihren Ortsteilen Nettekoven und Ramelshoven nach Alfter eingemeindet. Letzter Bürgermeister von Impekoven war Karl Schumann.

## Einwohnerentwicklung
1713 hatte Impekoven 102 Einwohner. In einer Bevölkerungsstatistik aus dem Jahr 1808 sind in Impekoven 194 Einwohner vermerkt. Bis 1828 stieg diese Zahl auf 259 Einwohner, davon lebten 173 in Impekoven, 37 in Nettekoven und 49 in Ramelshoven. Bis 1881 fiel die Einwohnerzahl auf 242 herab, Impekoven hatte 167 Einwohner, Nettekoven 23 und Ramelshoven 52. Für den 1. Juli 1901 sind in Impekoven 157, in Nettekoven 51 und in Ramelshoven 38 Einwohner verzeichnet.
Seit 2000 steigt die Einwohnerzahl aufgrund der Errichtung von Neubaugebieten aufgrund der nahen Lage zur Stadt Bonn stark an.

## Verkehr
Impekoven ist über die Kreisstraße 12 und die durch den Ortsteil Nettekoven verlaufende Bundesstraße 56 an das überörtliche Straßennetz angeschlossen.
Am 7. Juni 1880 wurde die Bahnstrecke Euskirchen-Bonn eröffnet. Der Ort verfügte über einen Haltepunkt, der zunächst „Witterschlick“ hieß und 1903 in „Impekoven“ umbenannt wurde; er wurde 1979 geschlossen und abgerissen. Am 14. Dezember 2014 wurde näher zum Ort hin ein neuer Haltepunkt „Alfter-Impekoven“ der Voreifelbahn (S 23) in Betrieb genommen.
| Linie | Verlauf / Anmerkungen | Takt (Mo–Fr)                              |
| ----- | --- | ----------------------------------------- |
| S 23  | Bonn Hbf – Bonn-Endenich Nord – Bonn Helmholtzstraße – Bonn-Duisdorf – Alfter-Impekoven – Alfter-Witterschlick – (Meckenheim Kottenforst –)* Meckenheim Industriepark – Meckenheim (Bz Köln) – Rheinbach Römerkanal – Rheinbach – Swisttal-Odendorf – Euskirchen-Kuchenheim – Euskirchen ab Euskirchen stündlich Anschluss auf SEV der RB 23 bis Bad Münstereifel; * Züge halten in Kottenforst nur stündlich und nur am Wochenende sowie an Feiertagen bei Bedarf Stand: Fahrplanwechsel Dezember 2023 | 15 min (Bonn–Rheinbach in der HVZ) 30 min |

Die Buslinien 843 und die Nachtbuslinie N9 berühren Impekoven, Nettekoven wird von den Linien 800 und 845 bedient. Über die Busse bestehen Verbindungen nach Meckenheim, Rheinbach, Heimerzheim und zum Hauptbahnhof Bonn.

## Persönlichkeiten
- Heinrich Alef (1897–1966), 1933 bis 1945 Bürgermeister von Bad Godesberg, wurde in Impekoven geboren.
- Hans Schneider (1929–2023), Zoologe, Hochschullehrer und Direktor des Zoologischen Instituts der Universität Bonn, lebte zuletzt in Impekoven.
- Johannes Wilde (1936–2021), Politiker, wohnte in Impekoven.
- Waldemar Feldes (1939–2023), Flottillenadmiral a. D., lebte in Impekoven.
- Konrad Sandhoff (* 1939), Biochemiker und Hochschullehrer in Bonn, wohnte in Impekoven.